# 郎守信
郎守信（法語：Paul-Léon Ferrant；1859年7月2日—1910年11月5日）是天主教法國籍主教及遣使會會士。曾任、江西北境宗座代牧區宗座代牧（1905-1910年）。

## 生平
郎守信出生于1859年7月2日，法蘭西第二帝國最北端諾爾省的市鎮南韋爾維克。1880年12月8日，他在21歲時於巴黎加入遣使會。1884年6月7日，郎守信在24歲時晉鐸，且同年8月12日被派遣到中國，經過上海，赴浙江省传教。
1898年6月27日，郎守信在38歲時獲時任教宗良十三世任命為江西北境宗座代牧區宗座代牧，領銜敘利亞巴巴利索斯教區主教。同年10月2日，他在宁波圣母七苦主教座堂由浙江宗座代牧赵保禄主教主礼，江西南境宗座代牧順其衡主教、江西東境宗座代牧和安当主教襄礼。1905年9月24日白振鐸主教去世，郎守信接任成為江西北境宗座代牧區宗座代牧。
郎守信主教任內先後襄禮在1902年的翁德明為長沙宗座代牧、1902年的畢世修為湖北西北宗座代牧區宗座代牧、1908年的徐則麟為江西吉安府宗座代牧和1910年的田法服為浙江西境宗座代牧
1910年11月5日，郎守信主教在清朝上海去世，享年51岁，並安葬于江西省九江。